# Jacek Bocian
Jacek Bocian (ur. 15 września 1976 w Kaliszu) – polski lekkoatleta, sprinter.

## Osiągnięcia
Zawodnik klubów: Orkan Poznań i Śląsk Wrocław. Podopieczny trenera Józefa Lisowskiego, specjalizujący się w biegu na 400 m. Olimpijczyk z Sydney (2000), gdzie polska sztafeta 4 × 400 m zajęła 6. miejsce w finale (Bocian biegł tylko w eliminacjach).
Życiowy sukces osiągnął wraz z kolegami z reprezentacyjnej sztafety 4 × 400 m podczas mistrzostw świata w Sewilli (1999), gdzie Polacy (Tomasz Czubak, Robert Maćkowiak, Piotr Haczek i w eliminacjach Piotr Długosielski) zdobyli złoty (po dyskwalifikacji sztafety USA za doping) medal i tytuł mistrzów świata (2:58,91 s). Był to jedyny medal dla reprezentacji Polski na tych mistrzostwach, wywalczony w ostatniej konkurencji zawodów.
W halowych mistrzostwach świata zdobył dwa medale w sztafecie. W Maebashi (1999) Polacy zdobyli medal srebrny – 3:03,01 s; ustanawiając halowy rekord Europy, a w Lizbonie (2001) sięgnęli po złoto (3:04,47 s). Srebrny medal zdobyli także polscy czterystumetrowcy na mistrzostwach Europy w Budapeszcie (1998), gdzie Bocian startował w półfinale.
Był też Jacek Bocian w sztafecie młodzieżowym mistrzem Europy (1997 – 3:03,07 s), dwukrotnym mistrzem Światowych Igrzysk Wojskowych (1999 – 3:02,78 s; 2003 – 3:11,26 s), złotym medalistą Igrzysk Frankofońskich (2001 – 3:04,91 s) i zwycięzcą zawodów I ligi Pucharu Europy (2000 – 3:02,41 s). Indywidualnie sukcesy święcił jako junior: był srebrnym medalistą na 400 m Olimpijskiego Festiwalu Młodzieży Europy w 1993 (48,73 s) i wicemistrzem Europy juniorów (1995 – 46,59 s; zdobył wtedy również brąz w sztafecie – 3:09,65 s). Ustanawiał 3-krotnie rekordy Polski w klubowej sztafecie 4 × 400 m (do 3:02,78 w 1999), wywalczył trzy tytuły mistrza kraju w tej konkurencji.

## Rekordy życiowe
Na stadionie
- bieg na 200 m – 21,34 s (8 sierpnia 1999, Sopot)
- bieg na 400 m – 45,99 s (5 sierpnia 2000, Kraków)

W hali
- bieg na 400 m – 46,68 s (22 lutego 1999, Spała)